# Abu Tahir as-Sa’igh
Abu Tahir as-Sa’igh (arabisch أبو طاهر الصائغ, DMG Abū Ṭāhir aṣ-Ṣāʾiġ ‚Abu Tahir der Goldschmied‘; † 1113) oder Botherus war der führende Missionar (dāʿī) der ismailitischen Nizariten (Assassinen) in Syrien im frühen 12. Jahrhundert. Auf dieser Position ist er dem 1103 verstorbenen „weisen Astrologen“ nachgefolgt. Er war auch der christlichen Geschichtsschreibung als Botherus bekannt.
Abu Tahir stammte aus Iran und war wie viele seiner Nachfolger von dem in Alamut residierenden Großmeister der Nizariten, Hasan-i Sabbah (gest. 1124), mit der Führerschaft der syrischen Gemeinde betraut worden. Wie sein Vorgänger besaß er die Protektion des Seldschuken-Emirs Ridwan von Aleppo.
Unter Abu Tahirs Führung versuchten die syrischen Nizariten erstmals, ein befestigtes Refugium zu gewinnen. Im Februar 1106 ermordeten sie den Emir von Apamea, Chalaf ibn Mulaib. Dieser war der letzte Untergebene der in Ägypten herrschenden Fatimidenkalifen in Syrien, also der Gegenimame der Nizari-Schia. Nach dem Mord besetzten mehrere hundert Nizariten Apamea, allerdings konnte ein Sohn des Emirs entkommen und fand Zuflucht bei dem christlichen Fürsten von Antiochia, Tankred. Dieser zog daraufhin mit einem Ritterheer zur Belagerung vor Apamea auf. Nachdem die Stadt ausgehungert war, mussten sich die Nizariten ergeben. Abu Tahir fiel in die Gefangenschaft Tankreds, aus der er allerdings wenig später von Ridwan freigekauft wurde. Diese Episode markiert den ersten unmittelbaren Kontakt der Nizariten mit den christlichen Kreuzfahrern, in deren Geschichtsschreibung sie zukünftig als „Assassinen“ bekannt werden sollten.
Nach wiederholten Attentaten gegen ihre Gegner, hatte sich in den folgenden Jahren die allgemeine Stimmung in Aleppo gegen die Gemeinde der Nizariten aufgeheizt. Am 2. Oktober 1113 hatten sie in Damaskus den zuvor gegen die Christen siegreichen Emir von Mossul, Maudud, am Eingang der großen Moschee nach dem Freitagsgebet ermordet. Der Emir galt als Konkurrent Ridwans um die Herrschaft über Syrien, aber schon im Dezember 1113 starb Ridwan, womit die Nizariten ihren Schutzherren verloren. Dessen ihm nachfolgender Sohn Alp-Arslan trat unter dem Einfluss seines Atabegs eine Verfolgungswelle gegen die Nizariten los, in der viele ihrer Anführer eingekerkert und Anhänger aus Aleppo vertrieben wurden. Zusammen mit einem Bruder des „weisen Astrologen“ wurde Abu Tahir hingerichtet. Der nächste nach ihm bekannte dāʿī der syrischen Nizariten war Bahram (gest. 1128).